# ТЕЦ Bangpa-in Cogeneration
14°11′50″ пн. ш. 100°35′15″ сх. д. / 14.19722° пн. ш. 100.58750° сх. д.
ТЕЦ Bangpa-in Cogeneration — теплоелектроцентраль, яка споруджена у тайській індустріальній зоні Бангпа-ін (дещо північніше від столиці країни Бангкоку).
В 2013 році на майданчику станції став до ладу парогазовий блок комбінованого циклу потужністю 117,5 МВт, в якому дві газові турбіни живлять через відповідну кількість котлів-утилізаторів одну парову турбіну.
В 2017-му ввели в експлуатацію другий парогазовий блок потужністю 120 МВт. Його технологічна схема така ж, як і у першого — дві газові турбіни потужністю по 43 МВт живлять через котли-утилізатори одну парову турбіну.
Кожна з черг станції отримала довгостроковий контракт на викуп 90 МВт потужності державною електроенергетичною компанією Electric Generating Authority of Thailand (EGAT), тоді як надлишкова електроенергія та вироблена технологічна пара — по 20 тон на годину від одного блоку — постачаються підприємствам індустріальної зони.
Як паливо станція використовує природний газ (можливо відзначити, що індустріальна зона Бангпа-ін знаходиться поблизу від траси газопроводу Ратчабурі – Вангной).
Проект реалізували через Bang Pa-in Cogeneration, головними акціонерами якої виступають CK Power Public Company Limited (належить тайській приватній CH. Karnchang Group), та Global Power Synergy Public Company Limited (GPSC, електроенергетичний підрозділ тайського державного нафтогазового концерну PTT), що мають 65 % та 25 % участі відповідно.